# ماریا جوآ کوهلر
 ماریا جوآ کوهلر (پرتغالی: Maria João Koehler؛ زاده ۸ اکتبر ۱۹۹۲) یک تنیس‌باز اهل پرتغال است.